# مرغن قديم
مرغن قديم هي قرية في مقاطعة شوط‌، إيران. عدد سكان هذه القرية هو 747 في سنة 2006.